# Belarus Solidarity Foundation
Die Belarus Solidarity Foundation (BYSOL) ist eine Non-Profit-Organisation, die als Reaktion auf die Repressionen im Verlauf der Proteste in Belarus ab 2020 gegründet worden ist. Die BYSOL-Stiftung widmet sich unter anderem der Hilfe für Menschen, die aus politischen Gründen ihre Arbeit verloren haben oder das Land verlassen mussten.

## Geschichte
Das Team von BYSOL begann seine Arbeit am 14. August 2020. Alexej Kusmenkow, der sich zu dem Zeitpunkt in den Niederlanden aufhielt, rief eine Facebook-Spendenaktion ins Leben, um Menschen in Belarus zu unterstützen, die von politischen Repressionen betroffen waren. Ein Großteil des Teams befand sich zu dem Zeitpunkt in der ukrainischen Hauptstadt Kiew und beschloss nach Litauen zu ziehen, um die BYSOL-Initiative als juristische Person registrieren zu lassen.
Im April 2021 eröffnete das belarussische Untersuchungskomitee ein Strafverfahren gegen den BYSOL-Mitbegründer Andrej Stryschak wegen „Ausbildung von Einzelpersonen zur Teilnahme an Gruppenaktivitäten, welche die öffentlichen Ordnung grob verletzen“ sowie wegen der „Finanzierung einer extremistischen Formation“.
Im Mai 2021 wurde das bekannte Nachrichtenportal TUT.BY von belarussischen Behörden gesperrt, weil dieses Informationen zur BYSOL-Foundation publiziert hatte.
Am 3. Dezember 2021 wurde die BYSOL-Stiftung von belarussischen Behörden als „extremistische Vereinigung“ eingestuft.

## Aktivitäten
Laut eigenen Aussagen hat die Stiftung im Jahr 2020 2,9 Millionen Euro an Belarussen ausgezahlt, die von politischen Repressionen betroffen gewesen sind, und hilft über 300 Familien von politischen Gefangenen. Weil es zu gefährlich ist, Geld über Banken zu überweisen oder Bargeld über die Grenze zu bringen, bedient sich die BYSOL-Stiftung Kryptowährungen.
Zu den offiziellen Arbeitsrichtungen zählen:
- die Unterstützung von Bürgerinitiativen
- das Leisten von finanzieller Hilfe für Familien politischer Gefangener
- die dringende Evakuierung von Menschen, denen strafrechtliche Verfolgung droht, an einen sicheren Ort
- Umschulung von Menschen, die aus politischen Gründen entlassen worden sind
- persönliche Spendenaktionen für Opfer von Repressionen

Darüber hinaus organisierte BYSOL Spendenaktion zur Unterstützung von Veteranen des Deutsch-Sowjetischen Kriegs oder zur Erstattung von Schulgebühren für Kinder von politischen Gefangenen.
Unter anderem half BYSOL Arseniy Zdanevich, dem Ehemann von Kryszina Zimanouskaja, bei der Ausreise aus Belarus.
Nach dem Russischen Überfall auf die Ukraine 2022 half die Belarus Solidarity Foundation vor allem bei der Evakuierung belarussischer politischer Flüchtlinge aus dem Land.
Zum Schulstart 2022 organisierte die Belarus Solidarity Foundation zusammen mit dem Fond "Ein Land zum Leben", der Belarusischen Gemeinschaft „Razam“, der Initiative Dissidentby und dem Littouwin Lions Club eine Sammelaktion, um Schulsachen für die Kinder politischer Gefangener zu bezahlen.